# التخرج 2020
التخرج 2020 او احتفال فيسبوك وانستغرام بدفعة 2020 (بالإنجليزية: Graduation2020)‏ عبارة عن بث افتراضي خاص بواسطة Facebook وInstagram في 15 مايو 2020. تم بثه خلال جائحة كوفيد-19، التي أدت إلى إلغاء حفلات التخرج المدرسية بشكل عام. كان العرض الخاص يضم العديد من المشاهير الذين ألقوا خطابات التخرج وعروض من قبل العديد من المطربين وجوقات وفرق المدارس الثانوية و الكليات.

## الضيوف
تم استضافة البرنامج الخاص من قبل ميندي كالينج و بي جيه نوفاك. حيث ألقت أوبرا وينفري خطاب التخرج المميز. كما ألقى أوكوافينا، وجنيفر جارنر، وليتل ناس إكس، وسيمون بايلز كلمات أثناء البث.
أثناء ذلك، تم إدراج المدارس الثانوية والكليات حسب ولاياتها بالترتيب الأبجدي، مع عرض صور مختلفة للطلاب من موقع إنستغرام وتعليقات الفيسبوك. وقد قدم المعلمون والعائلات أيضًا هتافات الإعجاب.